# گووزداتس
گووزداتس (به صربی: Gvozdac) یک منطقهٔ مسکونی در صربستان است که در بایینا باشتا واقع شده‌است. گووزداتس ۶۴۲ نفر جمعیت دارد.